# Distrito de Beşiktaş
Beşiktaş (pron. beshíktash) es un distrito de Estambul, principal ciudad de Turquía (cuya capital es Ankara), localizado en la parte europea de dicha ciudad, junto a la costa del Bósforo. El ayuntamiento de Beşiktaş, integrado en la Municipalidad de Estambul (İstanbul Büyükşehir Belediyesi) administra varios subdistritos y barrios situados en la línea de costa que recorre el Bósforo, en su lado europeo, así como las colinas situadas frente a este estrecho (desde el antiguo Palacio imperial otomano de Dolmabahçe hasta el barrio de Bebek). El distrito alberga algunos de los barrios o localidades más conocidos de Estambul, como Arnavutköy, Balmumcu, Bebek, Etiler, los distintos subdistritos de Levent, Ortaköy, Ulus, y Yıldız. Beşiktaş tiene una población de 185.373 (2008).

## Historia y origen etimológico
El origen etimológico de Beşiktaş, aunque en un principio pueda creerse que se deba a la unión de las palabras Beşik (Cuna) y Taş (Piedra), o sea «Cuna de Piedra» —quizás por las colinas en las que se halla ubicado este distrito— lo cierto es que el origen más plausible es que proceda de la palabra Beştaş (que significa "cinco piedras",Beş=5;Taş=piedra), refiriéndose a los noray o puntos de amarre de los barcos de la escuadra otomana en tiempos del almirante otomano Barbaros Hayrettin Paşa.
En la época bizantina los pueblos de la orilla del Bósforo, en la actual ubicación de Beşiktaş, eran lugares muy populares para vivir. Numerosas iglesias y monasterios se construyeron y la tradición de tener un palacio de verano en el Bósforo fue iniciada por los bizantinos con el palacio de Ayios Mamas. Dichos emplazamientos en el Bósforo sin embargo, al hallarse fuera de las murallas de Constantinopla, eran vulnerables a las incursiones de bandidos y corsarios procedentes de las costas de mar Negro, por lo que muy poco de su arquitectura ha perdurado hasta hoy. En el período otomano, una vez que los sultanes establecieron el control de las costas de mar Negro, la Marina Otomana fue atracada en el Bósforo y los pueblos situados a lo largo de este estrecho se hicieron más seguros, así como de nuevo atractivos para la clase noble otomana. Un hombre en particular, el marino legendario Barbaros Hayrettin Paşa, almirante de la Armada otomana, construyó su palacio y una mezquita en Beşiktaş, haciendo de esta ubicación en Estambul su hogar.
El centro de Beşiktaş en sí alberga una importante estación de autobuses, un puerto para el transporte interurbano de pasajeros vía ferry, con servicios entre el lado asiático de la ciudad y el europeo, y el Museo Naval de la ciudad (Deniz Muzesi). Enfrente del museo se halla una histórica mezquita de tiempos otomanos. El centro de Beşiktaş es uno de los puntos neurálgicos de la ciudad de Estambul por su actividad comercial así como por ser un lugar de encuentro de numerosos habitantes de esta ciudad y si nos adentramos en dirección norte, hacia los barrios situados en las colinas podemos encontrar numerosas calles tortuosas, en los que se ubican muchas cafeterías, restaurantes y bares. La gran avenida Barbaros Bulvarı distribuye gran parte del tráfico urbano de Estambul, que discurre por el centro de Beşiktaş, una ruta principal hacia los puentes situados sobre el Bósforo. Políticamente esta zona siempre ha tenido inclinación de centro izquierda y en el pasado ha sido plaza fuerte del Partido Republicano del Pueblo.
El distrito también acoge la sede del BJK, el equipo de fútbol Beşiktaş Jimnastik Kulübü («Club Gimnástico Beşiktaş»), fundado en 1903, que ha ganado trece títulos de la Súper Liga Turca y ha participado varias veces (1997-98, 2000-01, 2003-04, 2007-08 y 2009-10) en la Liga de Campeones UEFA.